# العلاقات الألمانية التشيكية
العلاقات الألمانية التشيكية هي العلاقات الثنائية التي تجمع بين ألمانيا والتشيك.

## مقارنة بين البلدين
هذه مقارنة عامة ومرجعية للدولتين:
| وجه المقارنة                                              | ألمانيا                                                                              | التشيك                                                                            |
| --------------------------------------------------------- | ------------------------------------------------------------------------------------ | --------------------------------------------------------------------------------- |
| المساحة (كم2)                                             | 357.41 ألف                                                                           | 78.87 ألف                                                                         |
| عدد السكان (نسمة)                                         | 81.29 مليون                                                                          | 10.52 مليون                                                                       |
| الكثافة السكانية (ن./كم²)                                 | 227.44                                                                               | 133.38                                                                            |
| العاصمة                                                   | بون، برلين                                                                           | براغ                                                                              |
| اللغة الرسمية                                             | اللغة الألمانية                                                                      | اللغة التشيكية                                                                    |
| العملة                                                    | يورو، مارك ألماني                                                                    | كرونة تشيكية، كرونة تشيكوسلوفاكية                                                 |
| الناتج المحلي الإجمالي (بليون دولار)                      | 3.68 تريليون                                                                         | 215.73 مليار                                                                      |
| الناتج المحلي الإجمالي (تعادل القوة الشرائية) بليون دولار | 3.92 تريليون                                                                         | 356.15 مليار                                                                      |
| الناتج المحلي الإجمالي الاسمي للفرد دولار أمريكي          | 41.31 ألف                                                                            | 17.55 ألف                                                                         |
| الناتج المحلي الإجمالي للفرد دولار أمريكي                 | 46.40 ألف                                                                            | 31.19 ألف                                                                         |
| مؤشر التنمية البشرية                                      | 0.926                                                                                | 0.878                                                                             |
| رمز المكالمات الدولي                                      | +49                                                                                  | +420                                                                              |
| رمز الإنترنت                                              | .de                                                                                  | .cz                                                                               |
| المنطقة الزمنية                                           | توقيت وسط أوروبا، ت ع م+01:00، ت ع م+02:00، توقيت أوروبا الوسطى المعياري (ت غ م +1) ‏ | ت ع م+01:00، ت ع م+02:00، توقيت وسط أوروبا، توقيت وسط أوروبا الصيفي، أوروبا/براغ ‏ |

## منظمات دولية مشتركة
يشترك البلدان في عضوية مجموعة من المنظمات الدولية، منها:
| علم المنظمة | اسم المنظمة                               | تاريخ انضمام ألمانيا | تاريخ انضمام التشيك |
| ----------- | ----------------------------------------- | -------------------- | ------------------- |
|             | منظمة التعاون الاقتصادي والتنمية          | 27 سبتمبر 1961       | ?                   |
|             | مجموعة أستراليا                           | 1985                 | 1994                |
|             | الاتحاد الأوروبي                          | 25 مارس 1957         | 1 مايو 2004         |
|             | الأمم المتحدة                             | 18 سبتمبر 1973       | 19 يناير 1993       |
|             | البنك الدولي للإنشاء والتعمير             | 14 أغسطس 1952        | 1993                |
|             | وكالة ضمان الاستثمار متعدد الأطراف        | 12 أبريل 1988        | 1993                |
|             | الفريق المعني برصد الأرض                  | ?                    | ?                   |
|             | منظمة حظر الأسلحة الكيميائية              | 29 أبريل 1997        | ?                   |
|             | يونسكو                                    | 11 يوليو 1951        | 22 فبراير 1993      |
|             | اتفاقية السماوات المفتوحة                 | ?                    | ?                   |
|             | حلف شمال الأطلسي                          | 9 مايو 1955          | 12 مارس 1999        |
|             | مجموعة الموردين النوويين                  | ?                    | ?                   |
|             | وكالة الفضاء الأوروبية                    | 31 مايو 1977         | ?                   |
|             | الاتحاد البريدي العالمي                   | 1 يوليو 1875         | ?                   |
|             | الاتحاد الدولي للاتصالات                  | 1866                 | 1993                |
|             | منظمة الأمن والتعاون في أوروبا            | 25 يونيو 1973        | 1993                |
|             | مركز تنسيق الحركة في أوروبا ‏              | ?                    | ?                   |
|             | المركز الدولي لتسوية المنازعات الاستشارية | 18 مايو 1969         | 22 أبريل 1993       |
|             | مجلس أوروبا                               | 13 يوليو 1950        | ?                   |
|             | المرصد الأوروبي الجنوبي                   | 1962                 | 2007                |
|             | المنظمة الأوروبية لسلامة الملاحة الجوية   | 1960                 | 1996                |
|             | الوكالة الدولية للطاقة                    | ?                    | ?                   |
|             | نظام تحكم تكنولوجيا القذائف               | 1987                 | 1998                |
|             | مؤسسة التمويل الدولية                     | 20 يوليو 1956        | 1993                |
|             | مؤسسة التنمية الدولية                     | 24 سبتمبر 1960       | 1993                |
|             | منظمة الشرطة الجنائية الدولية             | ?                    | ?                   |
|             | منظمة التجارة العالمية                    | ?                    | ?                   |

## أعلام
هذه قائمة لبعض الشخصيات التي تربطها علاقات بالبلدين:
- أوتوكار الثاني (1233[49] – 2 سبتمبر 1278)
- إدوارد سوس (20 أغسطس 1831[50][51] – 26 أبريل 1914[50][51])
- توماش هوبتشمان (لاعب كرة قدم تشيكي، 4 سبتمبر 1981[52] – )
- جورج بوديبراد (23 أبريل 1420 – 22 مارس 1471)
- روبرت الرايني (نقّاش ألماني، 17 ديسمبر 1619[53][54] – 29 نوفمبر 1682[53][55][56])
- رودولف الأول ملك بوهيميا (1281 – 4 يوليو 1307)
- سيغيسموند (15 فبراير 1368 – 9 ديسمبر 1437[57])
- صوفي بالاتينات (14 أكتوبر 1630[58][59][60] – 8 يونيو 1714[58][59][61])
- فريدريك الخامس (16 أغسطس 1596 – 29 نوفمبر 1632[62][63][64])
- فنتسل الرابع ملك بوهيميا (26 فبراير 1361[65][66] – 16 أغسطس 1419[65][66])
- كارل الرابع (14 مايو 1316[67][68][69] – 29 نوفمبر 1378[67][68][69])
- كارل تشيرني (21 فبراير 1791[70][71] – 15 يوليو 1857[70][72][73])
- كارل شتاميتز (7 مايو 1745 – 9 نوفمبر 1801[74][75][76])
- كاريل بروكنر (لاعب كرة قدم تشيكي، 13 نوفمبر 1939 – )
- نيكول فايديسوفا (لاعبة كرة مضرب تشيكية، 23 أبريل 1989 – )

## وصلات خارجية
- موقع وزارة الخارجية الألمانية
- موقع وزارة الخارجية التشيكية